# Statistical data and metadata exchange

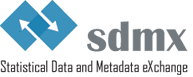
Logo de SDMX

Statistical Data and Metadata eXchange (SDMX) est une initiative visant à promouvoir la diffusion et les échanges de données et de métadonnées statistiques.

## Genèse
Le projet a démarré en 2002. Les institutions qui ont soutenu et participé au développement de SDMX sont la Banque des règlements internationaux (BRI), la Banque centrale européenne, l'Office statistique des Communautés européennes (Eurostat), le Fonds monétaire international (FMI), l'Organisation de coopération et de développement économiques (OCDE), l'Organisation des Nations unies (division statistiques) et la Banque mondiale.

## Standardisation
SDMX a été reconnu en 2005 comme norme ISO avec le statut de spécification technique (ISO/TS 17369). La révision de cette norme a été enregistrée en 2013.
Le modèle d'information SDMX est sur le plan technique, une implémentation de la spécification ebXML pour les échanges électroniques.
Les formats de message SDMX ont deux expressions de base : SDMX-ML (utilisant la syntaxe XML) et SDMX-EDI (utilisant la syntaxe EDIFACT et basée sur le message statistique GESMES/TS). Les standards incluent aussi des spécifications supplémentaires (par exemple spécification de registre, web services).
Au plan de la sémantique métier, la spécification intègre l'expression des données, des valeurs contrôlées ainsi que des informations sur le cycle de vie pour optimiser les échanges dans le temps.
SDMX peut être exploité complémentairement au standard DDI de documentation technique d'informations et données d'enquêtes en sciences humaines et sociales. Les instances à l'initiative de ces deux formats, SDMX et DDI, travaillent régulièrement ensemble sur cette articulation.

## Outils SDMX
Depuis l'initialisation de cette spécification, de nombreux outils, applications ou progiciels ont vu le jour.
Citons les outils en sources libres développés par EUROSTAT de l'Union Européenne. 
Metadata Technology offre un ensemble d'outils autour de SDMX et DDI. 